# Pierre Patria
Pour les articles homonymes, voir Patria.
Pierre Patria né le 5 novembre 1904 à Fontaine-Chaalis et décédé le 25 mai 1983 à Compiègne est un homme politique français.
Il est député RPF de 1951 à 1955, maire de Fontaine-Chaalis en 1947 et sénateur CNIP de 1956 à 1965.